# Пожарная бригада Микки
«Пожарная команда Микки» (англ. Mickey's Fire Brigade) — американский короткометражный мультфильм 1935 года, созданный Walt Disney Productions и выпущенный United Artists. Это был 77-й короткометражный фильм о Микки Маусе и шестой в том году.

## Сюжет
Микки Маус, Дональд Дак и Гуфи — пожарные, реагирующие на пожар в отеле. Трое пожарных приезжают в гостиницу и приступают к работе.
Наконец Микки понимает, что наверху есть женщина, которую нужно спасти. Они находят запертую в ванной Кларабель Корову, которая принимает ванну и поёт себе под нос, не подозревая, что отель горит. После того, как Гуфи безуспешно предупреждает её через транец, Микки и Дональд ломают дверь, используя Гуфи в качестве тарана. Кларабель встревожена и думает, что Микки, Дональд и Гуфи похитители. Кларабель бьёт их щёткой, трое пожарных поднимают её ванну, в которой все ещё находится Кларабель, и выталкивают её в окно.
Кларабель плывет по воздуху в своей ванне и спускается по лестнице на землю. Затем трое пожарных приземляются в ванну. Мультфильм заканчивается тем, что Кларабель непрерывно бьёт их своей щёткой.

## Роли озвучивали
- Микки Маус: Уолт Дисней
- Дональд Дак: Кларенс Нэш
- Гуфи: Пинто Колвиг
- корова Кларабель: Эльвия Оллман

## Выпуск
Этот короткометражный мультфильм был выпущен 4 декабря 2001 года в составе сборника Walt Disney Treasures: Mickey Mouse in Living Color.